# Lormetazepam
Lormetazepam (merknaam Loramet) is een kortwerkend geneesmiddel uit de groep benzodiazepinen.
De voornaamste toepassing van Lormetazepam is het behandelen van slapeloosheid. Het is daarvoor een zeer geschikt middel maar zoals aan alle benzodiazepinen zijn er ook nadelen aan verbonden. Patiënten kunnen er snel aan verslaafd geraken en er treedt ook gewenning op zodat patiënten steeds meer moeten innemen om hetzelfde effect te krijgen. Meestal worden ze daarom kortdurig voorgeschreven.

## Werking
Benzodiazepinen als lormetazepam versterken in de hersenen de werking van de neurotransmitter GABA (gamma-aminobutyric acid, gamma-aminoboterzuur). GABA is van nature in de hersenen aanwezig als signaalstof; activering van de GABA-receptoren (meer specifiek de receptoren van het GABA-A subtype) vermindert stress en onrust. Benzodiazepinen binden zich aan de GABA-A-receptoren en zorgen ervoor dat het effect van GABA op deze receptoren versterkt wordt. Angsten, stress en dergelijke verminderen dan.
Bij langdurig gebruik gaan de hersenen zelf minder GABA aanmaken en bij langdurig gebruik van hoge doses zal dat bijna niet meer aanwezig zijn met als gevolg dat men er niet in een keer mee kan stoppen want dan krijgt men ontwenningsverschijnselen. Men moet dan het gebruik stap voor stap afbouwen zodat de hersenen de tijd krijgen om de natuurlijke balans in de hersenen te herstellen.

## Stereochemie
Lormetazepam bevat een stereocentrum en bestaat uit twee enantiomeren. Dit is een racemaat, dwz een 1: 1-mengsel van ( R ) - en de ( S ) - vorm:
| Enantiomeren van lormetazepam | Enantiomeren van lormetazepam |
| ----------------------------- | ----------------------------- |
| CAS-Nummer: 113679-56-4       | CAS-Nummer: 113679-54-2       |